# Fort Lewis
Cet article court présente un sujet plus développé dans : Joint Base Lewis-McChord.

Carte des terrains militaires du fort Lewis dans le comté de Pierce.

Le fort Lewis est une installation militaire américaine située au sud-ouest de Tacoma, dans l'État de Washington, sous la juridiction de la Joint Base Garrison de l'armée des États-Unis, la Joint Base Lewis–McChord (en). Fort Lewis a été fusionné avec la Mcchord Air Force Base (McChord Field) de l'armée de l'air américaine le février 2010 en une Joint base (en) à la suite des recommandations de la commission de la Base Realignment and Closure (BRAC) de 2005.